# Chorebus foveolus
Chorebus foveolus är en stekelart som först beskrevs av Alexander Henry Haliday 1839.  Chorebus foveolus ingår i släktet Chorebus och familjen bracksteklar. Inga underarter finns listade i Catalogue of Life.